# Warren Township (comté de Marion, Missouri)
Warren Township est un ancien township, situé dans le comté de Marion, dans le Missouri, aux États-Unis,.
Le township est fondé en 1831 et baptisé en référence à Joseph Warren, personnalité politique.

### Source de la traduction
- (en) Cet article est partiellement ou en totalité issu de l’article de Wikipédia en anglais intitulé « Warren Township, Marion County, Missouri » (voir la liste des auteurs).